# Мария Дулембянка
Ма̀рия Дулѐмба (Дулембя̀нка), герб Аляба̀нда (на полски: Maria Dulęba, Dulębianka) е полска обществена деятелка, феминистка, художничка, писателка и публицистка.

## Биография
Мария Дулемба е родена на 21 октомври 1861 година в Краков, Австрийска империя, в шляхтишкото семейство на Мария (с родово име Вичулковска) и Хенрик Дулемба. Взема частни уроци по изобразително изкуство при Ян Матейко и Войчех Герсон. Завършва училището за приложни изкуства във Виена и академия „Жулиан“ в Париж, след което се установява в Лвов. Рисува основно портрети и жанрови сцени.
Активно се ангажира в борбата за равенство на жените. Публикува във феминистичното списание „Стер“. През 1908 година се кандидатира за депутата в Галицийския сейм. В Лвов основава Съюз за правата на жените, Изборен комитет на жените за градския съвет, Граждански комитет за женските работи, Лига на мъжете за защита правата на жените.
През октомври 1918 година участва в защитата на Лвов, по време на Полско-украинската война. Впоследствие е пратеничка на Полския червен кръст в украински лагери за военнопленници. Там се заразява с петнист тиф. През декември е избрана за председател на Съвета на лигата на жените.
Мария Долембянка умира на 7 март 1919 година в Лвов. Погребана е на Лучаковското гробище.